# Coridallo
Coridallo (in greco antico: Κορυδαλλός?, Korydallós) era un demo dell'Attica situato a ovest di Atene, ai piedi del monte omonimo, tra Tria e il Pireo. Si affacciava sullo stretto di Salamina, di fronte alle isole Farmacusse.
Altri autori sostengono, erroneamente, che il demo si trovasse al confine tra la Beozia e l'Attica, mentre è certo che fosse lungo la via Sacra, all'estremità occidentale del passaggio tra la pianura triasia ed Eleusi. Sul luogo non sono stati trovati numerosi reperti archeologici, ad eccezione di una torre, probabilmente non con finalità difensive ma appartenente ad una cascina. Nella tarda antichità da Ammonio era menzionato un santuario di Kore Soteira, ma non ne sono state ritrovate tracce.
Coridallo era l'habitat di una specie di pernice, il chukar.
Secondo la tradizione a Coridallo Teseo uccise Procuste, che abitava qui, dopo aver gareggiato con Cercione presso Eleusi.